# 방효린
방효린(1995년 2월 28일 ~ )은 대한민국의 배우이다.

## 학력
- 세종대학교 영화예술학과 학사

## 드라마
- 2025년 Netflix 《애마》 - 신주애 역
- 미정 Disney+ 《넉오프》 - 배누리 역

## 영화
- 2015년 《렛미인》 - 소녀 역
- 2017년 《로웰에게》 - 태린 역
- 2020년 《구름이 다소 끼겠습니다》 - 가람 역
- 2021년 《저 ㄴ을 어떻게 죽이지》 - 지영 역
- 2023년 《지옥만세》 - 황선우 역

## 수상
- 2021년 제11회 서울국제프라이드 영화제 한국단편경쟁 연기상 (저 ㄴ을 어떻게 죽이지)